# Крыжановский, Сергей Петрович
Крыжановский Сергей Петрович (род. 12 ноября 1952 года, г. Владивосток, Приморский край) — российский врач-исследователь, организатор здравоохранения, заместитель председателя Дальневосточного отделения Российской академии наук (с 2020), проректор по медицинским вопросам Дальневосточного федерального университета (2018—2020), главный врач Медицинского объединения Дальневосточного отделения Российской академии наук (1985—2018). Заслуженный врач Российской Федерации. Доктор медицинских наук, профессор. Член-корреспондент РАН с 2022 года.

## Биография
Родился 12 ноября 1952 года во Владивостоке.

### Образование
В 1976 году окончил Владивостокский государственный медицинский институт по специальности «Лечебное дело» с присвоением квалификации «Врач-лечебник».
В 1977 году окончил интернатуру на базе Бассейновой медико-санитарной части рыбаков (Краевой клинической больницы № 2 («Больницы рыбаков»)) по специальности «Терапия».
В 2005 году защитил во Владивостокском государственном медицинском университете диссертацию на соискание ученой степени кандидат медицинских наук по теме «Клинико-патогенетические особенности раннего послеоперационного периода при различных методах анальгезии».
В 2016 году защитил в Тихоокеанском государственном медицинском университете диссертацию на соискание ученой степени доктор медицинских наук по теме «Биологически активные вещества из морских гидробионтов в коррекции метаболических нарушений при дислипидемии (экспериментально-клиническое исследование)».

### Профессиональная деятельность
- 1977—1978 гг. — врач выездной бригады скорой помощи Краевой клинической больницы № 2
- 1978—1985 гг. — врач поликлиники, стационара Медицинского объединения ДВО РАН
- 1985—2018 гг. — главный врач Медицинского объединения ДВО РАН
- 2006—2011 гг. — руководитель научно-образовательного центра «Медицинская физика» Дальневосточного государственного университета
- 2007—2011 гг. — доцент, профессор кафедры медицинской физики и информационных технологий Дальневосточного государственного университета
- с 2011 г. — профессор кафедры теоретической и экспериментальной физики Дальневосточного федерального университета
- с 2011 г. — научный руководитель Совета по приоритетным направления развития вуза «Биомедицина» Дальневосточного федерального университета
- с 2017 г. — заведующий кафедрой медицинской реабилитологии и спортивной медицины Тихоокеанского государственного медицинского университета.
- 2018—2020 гг. — проректор по медицинским вопросам Дальневосточного федерального университета
- с 2019 г. — член Ученого совета Дальневосточного федерального университета
- с 2020 г. — советник при ректорате Дальневосточного федерального университета
- с 2020 г. — заместитель председателя Дальневосточного отделения РАН

## Научная и научно-педагогическая деятельность
Автор более 60 публикаций, в том числе 3 патентов, 5 монографий.

### Научные работы
- Бурые водоросли Тихого океана в лечении и профилактие атеросклероза (монография). Владивосток: Дальнаука, 2016. (в соавт.)
- Морские ежи: биомедицинские аспекты практического применения (монография). Владивосток: Дальнаука, 2016. (в соавт.)
- Биологическое оружие и глобальная система биологической безопасности: практическое руководство (монография). Владивосток: Дальнаука, 2017. (в соавт.)

## Награды, премии, звания
Заслуженный врач Российской Федерации (1998), отличник здравоохранения Российской Федерации.
Награждён почетными грамотами и благодарностями ДВО РАН, РАМН, Администрации Приморского края.